# Jacobus Kantelaar

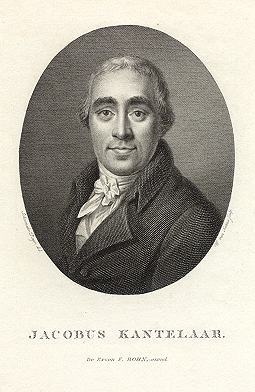
Jacobus Kantelaar

Jacobus Kantelaar (Amsterdam, 22 augustus 1759 - Zalné, 7 juli 1821) was een Nederlands politicus en auteur.

## Leven
Hij studeerde te Leiden, werd in 1782 predikant te Westwoud en een jaar later te Almelo. Als patriot moest hij in 1787 deze standplaats verlaten; hij woonde eerst te Kampen, later te Amsterdam, totdat hij in 1795 in de Eerste Nationale Vergadering verkozen werd. Na bij de staatsgreep van 1798 een poos gevangengezeten te hebben op Huis ten Bosch, had hij twaalf jaar lang een geldkantoor in Den Haag, maar moest wegens zijn gezondheid rust nemen, die hij deels te Amsterdam, deels in de buurt van Feith, op Landwijk bij Zwolle vond, waar hij overleed.

## Huwelijk en kinderen
Kantelaar was een zoon van Nicolaas Kantelaar en Eva Eijsbag. Hij trouwde (1) in Amsterdam (ondertrouw 7 februari 1783) met Johanna du Sart (Dusart) (1762-1790). Hij trouwde (2) in Amsterdam (ondertrouw 17 februari 1792) met Anna Gesina Reisig (1769-1821). Uit zijn eerste huwelijk werd 1 kind geboren en uit zijn tweede huwelijk 2 dochters:
- Gesina Jacoba Kantelaar (Kampen, doop 31 mei 1795 - Dalfsen, 2 augustus 1851), een dochter uit zijn tweede huwelijk, trouwde met Johan Adriaan baron van Fridagh (1796-1857), van 1839 tot 1850 lid van de Provinciale Staten van Overijssel.

## Werk
- De invloed der ware verlichting op het lot der vrouwen en het huwelijksgeluk (uitgeg. door 't Nut) (Amsterdam 1793)
- Bijdr. tot bevordering der Schoone kunsten en wetensch. (met Rhijnvis Feith, 3 dln., Amsterdam 1793-'96)
- Lofreden op H.A. Schultens (Amsterdam 1794)
- Ode aan Schimmelpenninck (met Rhijnvis Feith, Amsterdam 1805)
- Euterpe, een tijdschr. ter bevordering van fraaije kunsten en wetensch. (met Matthijs Siegenbeek, 2 st., Amsterdam 1810)
- Verh. over het Herdersdicht (Den Haag 1813)

- Bibliothèque nationale de France: cb15077915h (data)
- Biografisch Portaal: 46633610
- Digitale Bibliotheek voor de Nederlandse Letteren: kant001
- Gemeinsame Normdatei: 130428345
- International Standard Name Identifier: 0000 0000 8373 195X
- Library of Congress Control Number: n2005050700
- Nederlandse Thesaurus van Auteursnamen: 070080690
- Parlement.com: vg09llvc3pqz
- Virtual International Authority File: 37208018
- WorldCat: E39PBJtcCXrqxdh8qcBXVYXcfq